# Xian autonome tujia de Shizhu
Le xian autonome tujia de Shizhu (石柱土家族自治县 ; pinyin : Shízhù tǔjiāzú Zìzhìxiàn) est une subdivision de la municipalité de Chongqing en Chine.

## Géographie
Sa superficie est de 3 012,51 km2, et son altitude est comprise entre 118 et 1 934 m.

## Démographie
La population du district était de 497 592 habitants en 1999, et de 510 000 habitants en 2004.